# Cyperus pohlii
Cyperus pohlii là loài thực vật có hoa trong họ Cói. Loài này được (Nees) Steud. mô tả khoa học đầu tiên năm 1854.